# Born to Mack
Albums de Too $hort
Raw, Uncut and X-Rated
(1986) Life Is...Too $hort
(1989)
Born to Mack est le premier album studio de Too $hort, sorti le 20 juillet 1987.
L'album s'est classé 50e au Top R&B/Hip-Hop Albums et a été certifié disque d'or par la Recording Industry Association of America (RIAA) le 18 septembre 1992.
En 1998, le magazine The Source l'a classé dans sa liste des « 100 meilleurs albums de rap ».
La chanson Freaky Tales a été classée 13e des « 50 meilleures chansons de rap de la région de la baie » par le magazine Complex, et 92e des « 100 plus grandes chansons de rap de tous les temps » par le site About.com.
Ce titre a également inspiré un morceau des Insane Clown Posse, Freaky Tales, d'une durée de 60 minutes, que l'on trouve sur leur album éponyme paru en 2012.

## Liste des titres
| No | Titre                           | Contient un (des) sample(s) de                                     | Durée |
| -- | ------------------------------- | ------------------------------------------------------------------ | ----- |
| 1. | Partytime                       |                                                                    | 5:00  |
| 2. | Mack Attack                     | It's Yours de T La Rock & Jazzy Jay                                | 5:57  |
| 3. | Playboy Short II                | Got to Be Real de Cheryl Lynn                                      | 7:10  |
| 4. | You Know What I Mean            |                                                                    | 6:00  |
| 5. | Freaky Tales                    |                                                                    | 9:30  |
| 6. | Dope Fiend Beat                 | Oakland, California de Too $hort The Bitch Sucks Dick de Too $hort | 6:50  |
| 7. | Little Girls (featuring MC Jah) |                                                                    | 6:10  |
| 8. | The Universal Mix               | The Big Beat de Billy Squier                                       | 3:42  |